# Lamourouxia tenuifolia
Lamourouxia tenuifolia är en snyltrotsväxtart som beskrevs av M. Mart. och Gal.. Lamourouxia tenuifolia ingår i släktet Lamourouxia och familjen snyltrotsväxter. Inga underarter finns listade i Catalogue of Life.